# Peter Adeberg
Peter Adeberg (* 23. Mai 1968 in Merseburg) ist ein ehemaliger deutscher Eisschnellläufer.
1983 nahm er an den DDR-Meisterschaften der Junioren im Mehrkampf teil. Auf dem 333-Meter-Oval in Erfurt, an dessen Stelle heute die Gunda-Niemann-Stirnemann-Halle steht, belegte er Rang fünf. 1987 wurde er erstmals DDR-Meister. Über 1500 Meter übertraf er den deutschen Rekordhalter André Hoffmann. In den Jahren von 1986 bis 1998 errang er insgesamt 13 deutsche Titel – diese sowohl in der DDR als auch in der Bundesrepublik.
In der Saison 1985/86 bestritt Adeberg seinen Einstieg im Weltcup. Seine beste Platzierung errang er in Baselga di Pinè mit Platz 11 über 1000 Meter. Beim zweiten Weltcup in Berlin gewann er am 6. Dezember seinen ersten Weltcup über 1500 Meter mit Bahnrekord. Mit 1:56,80 min blieb er 15/100 vor dem Österreicher Michael Hadschieff. Er war zu diesem Zeitpunkt 18 Jahre (und 196 Tage) alt. Damit war und ist er der jüngste Weltcupsieger im Eisschnelllauf.
Der Spezialist auf den Mittelstrecken konnte sich auch unter den Mehrkämpfern behaupten. Zwischen 1987 und 1998 nahm er an acht Europameisterschaften teil. In Sarajevo 1991 erlangte er mit Rang 7 sein bestes Ergebnis.
Adeberg nahm an vier Olympischen Winterspielen über 500, 1000 und 1500 Meter teil. Sein bestes Ergebnis war 1992 Platz fünf über 1000 Meter in Albertville sowie 4 weitere Top-10-Platzierungen. Bei den Einzelstreckenweltmeisterschaften 1996 belegte er Platz 5 über 1500 und Platz 6 über 1000 Meter.

## Eisschnelllauf-Weltcup-Platzierungen
| Platzierung  | 100 m | 500 m | 1000 m | 1500 m | 5000 m | 10.000 m | Massenstart | Team |
| ------------ | ----- | ----- | ------ | ------ | ------ | -------- | ----------- | ---- |
| 1. Platz     |       |       |        | 9      |        |          |             |      |
| 2. Platz     |       |       |        | 2      |        |          |             |      |
| 3. Platz     |       | 1     | 2      | 5      |        |          |             |      |
| 4.–10. Platz |       | 4     | 18     | 24     | 3      |          |             |      |